# Поливальный понедельник
Полива́льный понеде́льник — понедельник после Пасхи, когда по народным традициям принято обливать девушек водой и проводить волочебный обряд[страница не указана 3251 день].
Обычай существует в Польше, Чехии, Словакии, Венгрии, Воеводине и в некоторых районах Западной Украины. У русских три дня — Страстная суббота, Пасха и Пасхальный понедельник — назывались Волочебниками.

## Другие названия
рус. Обливанный понедельник, укр. Обливаний понеділок, Полеваний понеділок, Уливанка, Волочильний понеділок, Богородици, словац. Oblievačka, чеш. Oblévačka, пол. Śmigus-dyngus, Polewanka, Lejek, венг. Locsolkodás, серб. Побусани понедељак, Водени понедељак.

## Западноукраинские обряды

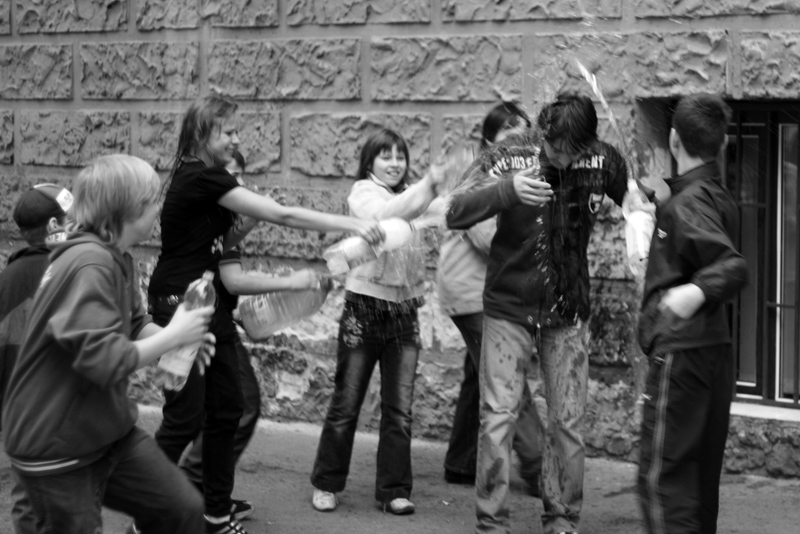
Львовские дети в поливальный понедельник

Ребята в ночь с воскресенья на понедельник обходили дома и став полукругом под окном дома под аккомпанемент скрипки пели «волочебные» песни (аналогичные колядкам). Подарки, которые получали от хозяев дома, назывались «волочильний». К XX веку этот обычай во многих местах превратился уже в сугубо детский[страница не указана 3251 день].
В этот день на Гуцульщине и Подолье парни водили своих девушек к реке и обливали их водой на красоту и здоровье, получая за это писанку. От этого обычая понедельник получил название «поливальный». На Буковине светлый понедельник называли «улыванка», в этот день ребята ватагой ходили «купать девушек»: девушку выводили во двор, она наклоняла голову, и каждый парень трижды лил ей на шею родниковую воду, проговаривая: «Христос воскрес!»; после этого девушка приглашала всех к столу и каждому давала по две писанки. Девушек уливали — «чтобы не паршивели», женщин — «чтобы не болели».
В поливальный понедельник обливать друг друга и прохожих водой могут не только дети и молодёжь, но иногда и люди старшего возраста. И если взрослые люди поливают лишь ради традиции, то дети могут приносить немало хлопот, обливая людей с ног до головы. В Закарпатье обливание происходит три дня: в первый день ребята поливают девушек, на второй — девушки ребят, на третий — кто кого захочет.

## Обряды западных славян

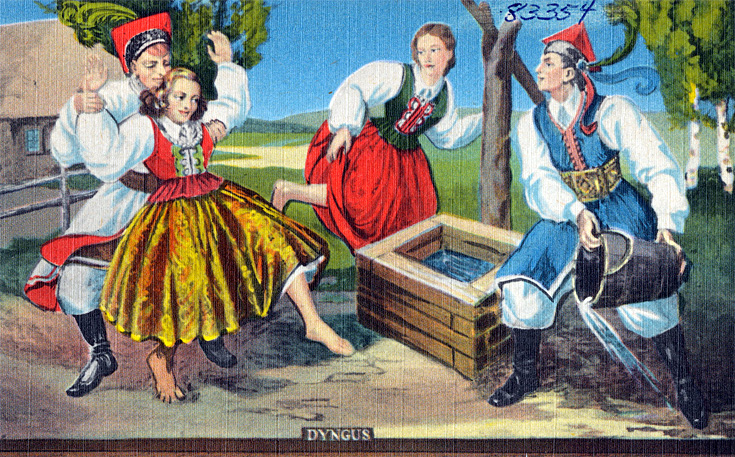
Праздник Дынгус, с обычаем обливание водой девушек, особенно тех, которые нравятся парням. Польская открытка

В Польше пасхальный понедельник назывался обливанным или поливанным. Во многих деревнях на рассвете парни забирались в дома, где живут девушки, и обливали их водой прямо в постели, нередко стегая розгами. Девушки делали вид, что убегали, но на самом деле были довольны — обливание водой означало, что девушка нравится кому-то из парней. Утром и днём обливались у колодцев и родников из вёдер, порой девушек затаскивали в пруд или реку. На следующий день во вторник наступал черёд девушек обливать парней. Этот обычай можно было наблюдать во второй половине XX века.
Другое название праздника в Польше — Шмигус-дынгус (пол. Śmigus-dyngus). До XV века шмигус и дынгус были двумя отдельными обрядами. Дынгус (дынгусование) означал принуждение девушек дарить парням яйца, под угрозой купания в реке или обливания из ведра. Шмигус — это удары веточкой вербы, стегание розгой или «пальмовой ветвью». Девушка, которую не облили и не похлестали, считала себя оскорблённой и беспокоилась, поскольку это означало осуждение за какой-либо проступок или отсутствие интереса со стороны ребят.
В Чехии в Поливальный понедельник юноши ходят по улицам и символически стегают девушек ветвями вербы (см. «помлазка»). Девушка может облить парня водой, после чего убегает. Однако, если такая девушка будет поймана, то в течение года она будет иметь отменное здоровье и считаться первой красавицей.